# Alexandra (Neuseeland)
Alexandra ist eine Stadt im Central Otago District der Region Otago auf der Südinsel vom Neuseeland. Die Stadt ist Sitz des Central Otago District Council und seiner Verwaltung.

## Namensherkunft
Die Stadt, zunächst Lower Dunstan, dann Manurherikia und nachfolgend The Junction genannt, wurde 1863 von John Aitken Connell schließlich nach der Prinzessin Alexandra von Dänemark benannt, die 1863 den damaligen Prince of Wales, den späteren Eduard VII., geheiratet hatte.

## Geographie
Die Stadt liegt 110 km nordwestlich von Dunedin in der Nähe der Ortschaft Clyde am Ufer des Clutha River/Mata-Au, der dort mit dem Manuherikia River zusammenfließt. Die Gegend um Alexandra zählt zu den Gebieten in Neuseeland, die am weitesten vom Meer entfernt liegen und gehört zu den wenigen Regionen, die ein kontinentales Klima mit strengen Wintern und heißen, trockenen Sommern haben.
Zum Zensus im Jahr 2013 zählte die Stadt 4800 Einwohner. Sie ist damit der größte Ort Central Otago District.

## Geschichte
Die Stadt entstand in den 1860er Jahren zu Zeiten des Goldrausches in Otago. Nachdem die zunächst bekannten Goldvorkommen ausgebeutet waren, gab es um Alexandra einen zweiten Goldrausch, bei dem man die Flussablagerungen des Clutha River/Mata-Au und seine Nebenflüsse auf der Suche nach weiteren Goldablagerungen ausbaggerte. Diese Erweiterungen des Flussbettes werden heute als Stauseen und Bewässerungskanäle für die Obstplantagen benutzt.

## Wirtschaft
Vor allem Steinobst (bes. Aprikosen) ist zu einem lukrativen Wirtschaftszweig geworden und wird heutzutage mit einem Blütenfest, dem Alexandra Blossom Festival, jedes Jahr im Frühling gefeiert. Als weiterer Wirtschaftszweig kam in den letzten Jahren der Weinanbau hinzu. Beim Black Ridge Vineyard soll es sich um das südlichste Anbaugebiet der Welt handeln.

## Verkehr
Zwischen 1906 und 1990 war Alexandra über die Otago Central Railway an das neuseeländische Eisenbahnnetz angeschlossen. Der frühere Bahndamm wird heute als Otago Central Rail Trail genutzt. Im Stadtgebiet trifft der State Highway 85 (auch „The Pigroot“ genannt) auf den State Highway 8.

## Sehenswürdigkeiten
Sehenswert in Alexandra sind eine „wackelige“ Brücke aus dem Jahre 1879, für viele das Wahrzeichen der Stadt, das Sir William Bodkin Museum, das die üblichen Methoden der Goldgewinnung aufzeigt, und der Tucker Hill Lookout, von wo aus man einen guten Blick über das inmitten grüner Obstbäume gelegene Städtchen hat.

## Persönlichkeiten
- James Williamson (* 1989), Radrennfahrer
- Paris Heyd (* 1990), deutsch-neuseeländischer Eishockeyspieler